# Mutilator
I Mutilator sono stati un gruppo thrash/death metal, formatasi nel 1985 a Belo Horizonte, in Brasile. Hanno pubblicato due dischi in studio con la Cogumelo Records negli anni '80.

## Storia del gruppo
I Mutilator si sono formati nel 1985 a Belo Horizonte dal cantante/chitarrista Kleber, dal chitarrista/autore dei testi Alexander "Magoo", dal bassista Ricardo Neves e da suo fratello Rodrigo alla batteria,  originariamente sotto il nome di Desaster. La band cambiò il nome in Mutilator in seguito all'aggiunta del roadie dei Sepultura Silvio SDN alla voce. Questa formazione registrò le demo Bloodstorm e Grave Desecration e contribuì con due tracce (Believers of Hell e Nuclear Holocaust) alla compilation Warfare Noise I della Cogumelo Records nel 1986.
Nel 1987 Silvio SDN lasciò la band e la band registrò il loro album di debutto per Cogumelo, Immortal Force, con Kleber alla voce. L'album è stato registrato con un budget limitato ma ha dimostrato di avere un fascino duraturo; Eduardo Rivadavia di Allmusic lo descrive come "un eccellente caso di studio dell'etica del fai da te e del desiderio di avere successo contro ogni previsione" e commenta, "quando confrontato con le sue origini improbabili, molte delle sue carenze non possono fare a meno di essere ignorate, e possono spiegare bene il fascino duraturo dell'album agli occhi dei veri collezionisti di metal". Sono stati fatti confronti tra l'album in questione e le opere dei Sepultura, Sarcófago, Vulcano, Kreator, Anthrax, Slayer, Metallica, Possessed e Bathory.  L'album tuttavia ebbe scarso impatto internazionale e portò solo a un tour nazionale limitato. Magoo tuttavia aveva fiducia nel potenziale futuro dei Mutilator e rifiutò un'offerta per sostituire Jairo T. nei Sepultura (una decisione presa alla fine da Andreas Kisser).
Un secondo album, Into the Strange è stato pubblicato nel 1988 con una formazione diversa, in seguito alla partenza dei fratelli Neves. Magoo ha iniziato ad occuparsi delle parti vocali, scrivendo anche tutti i testi e gran parte della musica; il disco ha visto anche l'arrivo dei nuovi membri CM (alle chitarre) e il batterista Armando Sampaio (ex- Holocausto). Registrato e mixato in 16 tracce ai JG Studios di Belo Horizonte, l'album "ha mantenuto la distinzione di essere la produzione domestica più professionale dell'heavy metal brasiliano sino a questo momento". Tuttavia, l'album è stato ben al di sotto delle aspettative commerciali e i Mutilator si sono sciolti poco dopo la sua uscita.
La band è tornata in attività dall'aprile del 2018.

## Formazione
Ultima formazione conosciuta
- Pedro Ladeira – voce
- Igor Podrão – chitarra
- Cesar Pessoa – chitarra
- Rodrigo Neves – batteria
- Ricardo Neves – basso

Membri passati
- Ricardo Neves – basso
- Rodrigo Neves – batteria
- Marcelo – voce
- Silvio SDN – voce

## Discografia
- Bloodstorm (demo, 1986)
- Grave Desecration (demo, 1986)
- Warfare Noise I split LP (con i Chakal, gli Holocausto e i Sarcófago; Cogumelo, 1986)
- Immortal Force (Cogumelo, 1987)
- Into the Strange (Cogumelo, 1988)
- Lost from Mutilator - The Audio and Video (DVD, 2015)
- Evil Conspiracy - Demos and Rehearsals 1986 (compilation, 2016)